# Lubuk Leban
Lubuk Leban is een bestuurslaag in het regentschap Ogan Komering Ulu van de provincie Zuid-Sumatra, Indonesië. Lubuk Leban telt 809 inwoners (volkstelling 2010).